# Ка Тереза (Комо)
Ка Тереза је насеље у Италији у округу Комо, региону Ломбардија.
Према процени из 2011. у насељу је живело 90 становника. Насеље се налази на надморској висини од 326 м.